# ولایت خودمختار چوشیونگ یی
ولایت خودمختار چوشیونگ یی (به انگلیسی: Chuxiong Yi Autonomous Prefecture) یک ولایت خودمختار در چین است که در یون‌نان واقع شده‌است. ولایت خودمختار چوشیونگ یی ۲۹٬۲۵۶ کیلومتر مربع مساحت و ۲٬۶۸۴٬۰۰۰ نفر جمعیت دارد.